# Mistrzostwa Europy w Biathlonie 2003
Mistrzostwa Europy w Biathlonie 2003 odbyły się we włoskiej miejscowości Forni Avoltri, w dniach 26 lutego – 2 marca 2003 roku. Rozegrane zostały 4 konkurencje: bieg indywidualny, bieg sprinterski, bieg pościgowy i bieg sztafetowy. Wszystkie konkurencje zostały rozegrane dla mężczyzn i kobiet seniorów oraz juniorów. W sumie odbyło się 16 biegów.

## Wyniki kobiet

### Bieg sprinterski – 7,5 km[1]
- Data: 26 lutego 2003

| Medal | Zawodnik              | Narodowość | Strzelanie | Wynik   | Strata  |
| ----- | --------------------- | ---------- | ---------- | ------- | ------- |
|       | Martina Halinárová    | Słowacja   | 0+1        | 27:09,5 |         |
|       | Swietłana Iszmuratowa | Rosja      | 1+0        | 27:19,2 | +9,7    |
|       | Jekatierina Iwanowa   | Białoruś   | 2+0        | 27:33,8 | +24,3   |
| ...   | ...                   | ...        | ...        | ...     | ...     |
| 6.    | Magdalena Gwizdoń     | Polska     | 0+0        | 27:44,4 | +34,9   |
| 33.   | Magdalena Grzywa      | Polska     | 2+0        | 29:58,3 | +2:48,8 |
| 37.   | Katarzyna Ponikwia    | Polska     | 2+0        | 30:30,4 | +3:20,9 |

### Bieg pościgowy – 10 km[2]
- Data: 27 lutego 2003

| Medal | Zawodnik            | Narodowość | Strzelanie | Wynik   | Strata   |
| ----- | ------------------- | ---------- | ---------- | ------- | -------- |
|       | Jekatierina Iwanowa | Białoruś   | 0+0+0+0    | 35:57,3 |          |
|       | Ołena Zubryłowa     | Białoruś   | 0+1+1+0    | 36:51,5 | +54,2    |
|       | Ina Menzel          | Niemcy     | 0+0+1+0    | 37:03,0 | +1:05,7  |
| ...   | ...                 | ...        | ...        | ...     | ...      |
| 27.   | Magdalena Grzywa    | Polska     | 0+0+0+2    | 42:55,1 | +6:57,8  |
| 34.   | Katarzyna Ponikwia  | Polska     | 2+2+1+2    | 46:33,4 | +10:36,1 |

### Bieg indywidualny – 15 km[3]
- Data: 1 marca 2003

| Medal | Zawodnik           | Narodowość | Strzelanie | Wynik   | Strata |
| ----- | ------------------ | ---------- | ---------- | ------- | ------ |
|       | Jelena Chrustalowa | Rosja      | 0+0+0+1    | 53:40,1 |        |
|       | Ołena Petrowa      | Ukraina    | 0+2+1+0    | 54:01,2 | +21,1  |
|       | Ina Menzel         | Niemcy     | 0+2+0+0    | 54:09,3 | +29,2  |

Polki nie startowały.

### Bieg sztafetowy – 4×6km[4]
- Data: 2 marca 2003

| Medal | Drużyna                                                                             | Strzelanie                              | Wynik     | Strata  |
| ----- | ----------------------------------------------------------------------------------- | --------------------------------------- | --------- | ------- |
|       | Rosja · Jelena Chrustalowa · Anna Bogalij · Julija Makarowa · Irina Malgina         | 0+2 0+3 0+0 0+0 0+1 0+1 0+0 0+1 0+1 0+1 | 1:29:24,9 |         |
|       | Czechy · Lenka Faltusová · Zdeňka Vejnarová · Irena Česneková · Kateřina Holubcová  | 0+2 0+3 0+0 0+0 0+0 0+2 0+2 0+0 0+0 0+1 | 1:30:32,6 | +1:07,7 |
|       | Białoruś · Lilija Jefremowa · Olga Nazarowa · Jekatierina Iwanowa · Ołena Zubryłowa | 0+2 0+6 0+0 0+1 0+2 0+1 0+0 0+3         | 1:30:41,3 | +1:16,4 |
| ...   | ...                                                                                 | ...                                     | ...       | ...     |
| 9.    | Polska · Magdalena Gwizdoń · Katarzyna Ponikwia · Magdalena Grzywa · Krystyna Pałka | 0+2 3+7 0+0 0+2 0+2 3+3 0+0 0+0 0+0 0+2 | 1:38:11,3 | +8:46,4 |

## Wyniki kobiet (juniorki)

### Bieg sprinterski – 7,5 km[5]
- Data: 26 lutego 2003

| Medal | Zawodnik             | Narodowość | Strzelanie | Wynik   | Strata  |
| ----- | -------------------- | ---------- | ---------- | ------- | ------- |
|       | Natalja Burdyga      | Rosja      | 1+1        | 28:59,7 |         |
|       | Ludmiła Anańka       | Białoruś   | 0+1        | 29:00,9 | +1,2    |
|       | Pauline Jacquin      | Francja    | 0+0        | 29:03,4 | +3,7    |
| ...   | ...                  | ...        | ...        | ...     | ...     |
| 14.   | Angelika Szrubianiec | Polska     | 1+1        | 30:42,7 | +1:43,0 |
| 19.   | Paulina Bobak        | Polska     | 1+0        | 30:54,6 | +1:54,9 |
| 25.   | Krystyna Pałka       | Polska     | 3+1        | 31:38,6 | +2:38,9 |
| 27.   | Magdalena Nykiel     | Polska     | 2+3        | 32:07,7 | +3:08,0 |

### Bieg pościgowy – 10 km[6]
- Data: 27 lutego 2003

| Medal | Zawodnik             | Narodowość | Strzelanie | Wynik   | Strata  |
| ----- | -------------------- | ---------- | ---------- | ------- | ------- |
|       | Natalja Burdyga      | Rosja      | 1+1+0+1    | 38:46,1 |         |
|       | Ludmiła Anańka       | Białoruś   | 0+0+1+0    | 39:09,3 | +23,2   |
|       | Uljana Dienisowa     | Rosja      | 1+1+1+1    | 39:15,2 | +29,1   |
| ...   | ...                  | ...        | ...        | ...     | ...     |
| 19.   | Angelika Szrubianiec | Polska     | 1+1+1+2    | 43:54,6 | +5:08,5 |
| 20.   | Krystyna Pałka       | Polska     | 0+1+2+1    | 44:04,3 | +5:18,2 |
| 22.   | Paulina Bobak        | Polska     | 0+1+2+2    | 44:27,9 | +5:41,8 |
| 24.   | Magdalena Nykiel     | Polska     | 0+0+3+4    | 46:19,0 | +7:32,9 |

### Bieg indywidualny – 12,5 km[7]
- Data: 1 marca 2003

| Medal | Zawodnik             | Narodowość | Strzelanie | Wynik     | Strata   |
| ----- | -------------------- | ---------- | ---------- | --------- | -------- |
|       | Magda Rezlerová      | Czechy     | 0+1+0+1    | 52:14,6   |          |
|       | Pauline Jacquin      | Francja    | 1+0+0+0    | 53:46,1   | +1:31,5  |
|       | Delphyne Peretto     | Francja    | 1+0+1+1    | 53:58,6   | +1:44,0  |
| ...   | ...                  | ...        | ...        | ...       | ...      |
| 15.   | Angelika Szrubianiec | Polska     | 1+0+1+2    | 58:58,3   | +6:43,7  |
| 18.   | Krystyna Pałka       | Polska     | 1+0+2+1    | 1:01:13,6 | +8:59,0  |
| 26.   | Magdalena Nykiel     | Polska     | 1+4+0+4    | 1:03:52,6 | +11:38,0 |

### Bieg sztafetowy – 3×6km[8]
- Data: 2 marca 2003

| Medal | Drużyna                                                          | Strzelanie                      | Wynik     | Strata  |
| ----- | ---------------------------------------------------------------- | ------------------------------- | --------- | ------- |
|       | Rosja · Jana Romanowa · Uljana Dienisowa · Natalja Burdyga       | 0+5 0+1 0+2 0+0 0+1 0+0 0+2 0+1 | 1:10:20,9 |         |
|       | Białoruś · Tacciana Szyntar · Ludmiła Kalinczik · Ludmiła Anańka | 0+0 0+4 0+0 0+1 0+0 0+3 0+0 0+0 | 1:13:02,0 | +2:41,1 |
|       | Czechy · Klara Moravcová · Michaela Stranská · Magda Rezlerová   | 0+1 3+8 0+0 1+3 0+1 2+3 0+0 0+2 | 1:14:27,9 | +4:07,0 |
| 4.    | Polska · Paulina Bobak · Angelika Szrubianiec · Magdalena Nykiel | 0+1 2+7 0+1 0+2 0+0 0+3 0+0 2+2 | 1:15:12,8 | +4:51,9 |

## Wyniki mężczyzn

### Bieg sprinterski – 10 km[9]
- Data: 26 lutego 2003

| Medal | Zawodnik             | Narodowość | Strzelanie | Wynik   | Strata  |
| ----- | -------------------- | ---------- | ---------- | ------- | ------- |
|       | Ołeksij Korabejnikow | Ukraina    | 0+0        | 26:06,6 |         |
|       | Władimir Draczew     | Białoruś   | 0+1        | 26:09,4 | +2,8    |
|       | Carsten Pump         | Niemcy     | 0+1        | 26:19,2 | +12,6   |
| ...   | ...                  | ...        | ...        | ...     | ...     |
| 37.   | Ryszard Szary        | Polska     | 0+2        | 28:09,1 | +2:02,5 |
| 45.   | Michał Piecha        | Polska     | 1+1        | 28:36,8 | +2:30,2 |
| 52.   | Bartłomiej Golec     | Polska     | 1+2        | 29:24,3 | +3:17,7 |

### Bieg pościgowy – 12,5 km[10]
- Data: 27 lutego 2003

| Medal | Zawodnik         | Narodowość | Strzelanie | Wynik   | Strata  |
| ----- | ---------------- | ---------- | ---------- | ------- | ------- |
|       | Andrij Deryzemla | Ukraina    | 0+0+0+1    | 39:58,8 |         |
|       | Alexander Os     | Norwegia   | 1+0+1+0    | 40:05,9 | +7,1    |
|       | Władimir Draczew | Białoruś   | 2+1+2+1    | 40:23,4 | +24,6   |
| ...   | ...              | ...        | ...        | ...     | ...     |
| =32.  | Michał Piecha    | Polska     | 1+1+0+1    | 45:09,6 | +5:10,8 |
| 43.   | Ryszard Szary    | Polska     | 2+2+1+1    | 46:58,7 | +6:59,9 |
| 47.   | Bartłomiej Golec | Polska     | 0+0+4+3    | 49:06,7 | +9:07,9 |

### Bieg indywidualny – 20 km[11]
- Data: 1 marca 2003

| Medal | Zawodnik            | Narodowość | Strzelanie | Wynik   | Strata  |
| ----- | ------------------- | ---------- | ---------- | ------- | ------- |
|       | Ołeksandr Biłanenko | Ukraina    | 0+0+0+0    | 53:12,1 |         |
|       | Alaksiej Ajdarau    | Białoruś   | 0+0+0+0    | 53:37,5 | +25,4   |
|       | Marco Morgenstern   | Niemcy     | 0+0+1+1    | 54:22,4 | +1:10,3 |
| ...   | ...                 | ...        | ...        | ...     | ...     |
| 23.   | Michał Piecha       | Polska     | 0+0+0+1    | 57:10,7 | +3:58,6 |
| 31.   | Bartłomiej Golec    | Polska     | 0+0+1+2    | 59:00,7 | +5:48,6 |
| 36.   | Ryszard Szary       | Polska     | 1+0+2+2    | 59:45,3 | +6:33,2 |

### Bieg sztafetowy – 4×7,5km[12]
- Data: 2 marca 2003

| Medal | Drużyna                                                                           | Strzelanie                              | Wynik     | Strata  |
| ----- | --------------------------------------------------------------------------------- | --------------------------------------- | --------- | ------- |
|       | Niemcy · Daniel Graf · Carsten Pump · Jörn Wollschläger · Marco Morgenstern       | 0+1 1+5 0+0 0+0 0+1 1+3 0+0 0+2 0+0 0+0 | 1:36:26,4 |         |
|       | Rosja · Witalij Czernyszow · Siergiej Konowałow · Filipp Szulman · Iwan Czeriezow | 0+3 0+3 0+0 0+2 0+1 0+0 0+0 0+0 0+2 0+1 | 1:36:26,8 | +0,4    |
|       | Białoruś · Alaksiej Ajdarau · Władimir Draczew · Rustam Waliullin · Oleg Ryżenkow | 0+4 1+5 0+3 0+0 0+0 0+0 0+0 1+3 0+1 0+2 | 1:37:01,5 | +35,1   |
| ...   | ...                                                                               | ...                                     | ...       | ...     |
| 13.   | Polska · Michał Piecha · Ryszard Szary · Wiesław Ziemianin · Bartłomiej Golec     | 0+6 1+6 0+1 0+1 0+3 0+2 0+1 0+0 0+1 1+3 | 1:44:07,8 | +7:41,4 |

## Wyniki mężczyzn (juniorzy)

### Bieg sprinterski – 10 km[13]
- Data: 26 lutego 2003

| Medal | Zawodnik            | Narodowość | Strzelanie | Wynik   | Strata  |
| ----- | ------------------- | ---------- | ---------- | ------- | ------- |
|       | Simon Eder          | Austria    | 0+0        | 26:51,4 |         |
|       | Miroslav Matiaško   | Słowacja   | 2+0        | 27:33,1 | +41,7   |
|       | Maksim Czudow       | Rosja      | 1+2        | 27:34,6 | +43,2   |
| ...   | ...                 | ...        | ...        | ...     | ...     |
| 27.   | Krzysztof Pływaczyk | Polska     | 1+2        | 29:30,4 | +2:39,0 |
| 40.   | Stanisław Karpiel   | Polska     | 1+2        | 30:42,6 | +3:51,2 |
| 41.   | Łukasz Wojaczek     | Polska     | 1+3        | 30:46,5 | +3:55,1 |
| 46.   | Łukasz Matysek      | Polska     | 1+1        | 31:12,6 | +4:21,2 |

### Bieg pościgowy – 12,5 km[14]
- Data: 27 lutego 2003

| Medal | Zawodnik            | Narodowość | Strzelanie | Wynik   | Strata  |
| ----- | ------------------- | ---------- | ---------- | ------- | ------- |
|       | Maksim Czudow       | Rosja      | 0+2+2+1    | 42:32,1 |         |
|       | Simon Eder          | Austria    | 0+0+2+1    | 42:41,8 | +9,7    |
|       | Oleg Miłowanow      | Rosja      | 0+0+2+1    | 42:48,5 | +16,4   |
| ...   | ...                 | ...        | ...        | ...     | ...     |
| 17.   | Krzysztof Pływaczyk | Polska     | 1+0+0+0    | 46:41,9 | +4:09,8 |
| 36.   | Łukasz Wojaczek     | Polska     | 1+3+2+1    | 51:35,1 | +9:03,0 |

### Bieg indywidualny – 15 km[15]
- Data: 1 marca 2003

| Medal | Zawodnik            | Narodowość | Strzelanie | Wynik   | Strata  |
| ----- | ------------------- | ---------- | ---------- | ------- | ------- |
|       | Ondřej Moravec      | Czechy     | 2+0+0+0    | 47:41,8 |         |
|       | Michal Šlesingr     | Czechy     | 2+0+0+0    | 48:20,4 | +38,6   |
|       | Witalij Percew      | Białoruś   | 0+1+1+2    | 48:42,6 | +1:00,8 |
| ...   | ...                 | ...        | ...        | ...     | ...     |
| 24.   | Stanisław Karpiel   | Polska     | 0+0+2+2    | 52:08,4 | +4:26,6 |
| 25.   | Krzysztof Pływaczyk | Polska     | 0+1+1+2    | 52:13,3 | +4:31,5 |
| 38.   | Paweł Lasek         | Polska     | 0+0+3+1    | 54:25,3 | +6:43,5 |

### Bieg sztafetowy – 4×7,5km[16]
- Data: 2 marca 2003

| Medal | Drużyna                                                                                      | Strzelanie                              | Wynik     | Strata  |
| ----- | -------------------------------------------------------------------------------------------- | --------------------------------------- | --------- | ------- |
|       | Czechy · Martin Balatka · Ondřej Moravec · Jaroslav Soukup · Michal Šlesingr                 | 1+6 0+2 0+0 0+2 0+3 0+0 1+3 0+0 0+0 0+0 | 1:41:09,9 |         |
|       | Białoruś · Siergiej Daszkiewicz · Władimir Miklaszewski · Aleksander Mytnik · Witalij Percew | 0+5 0+6 0+3 0+0 0+0 0+3 0+1 0+1 0+1 0+2 | 1:41:55,8 | +45,9   |
|       | Rosja · Nikołaj Kozłow · Oleg Miłowanow · Andriej Makowiejew · Maksim Czudow                 | 4+5 2+7 0+0 0+0 0+1 0+3 4+3 0+1 0+1 2+3 | 1:42:11,1 | +1:01,2 |
| ...   | ...                                                                                          | ...                                     | ...       | ...     |
| 8.    | Polska · Krzysztof Pływaczyk · Paweł Lasek · Stanisław Karpiel · Łukasz Wojaczek             | 0+3 0+6 0+0 0+1 0+1 0+2 0+1 0+0 0+1 0+3 | 1:47:42,4 | +6:32,5 |

## Tabela Medalowa
| Miejsce | Państwo  |   |   |   | Razem |
| ------- | -------- | - | - | - | ----- |
| 1.      | Rosja    | 6 | 2 | 4 | 12    |
| 2.      | Czechy   | 3 | 2 | 1 | 6     |
| 3.      | Ukraina  | 3 | 1 |   | 4     |
| 4.      | Białoruś | 1 | 7 | 5 | 13    |
| =5.     | Austria  | 1 | 1 |   | 2     |
| =5.     | Słowacja | 1 | 1 |   | 2     |
| 7.      | Niemcy   | 1 |   | 4 | 5     |
| 8.      | Francja  |   | 1 | 2 | 3     |
| 9.      | Norwegia |   | 1 |   | 1     |